# Sýpka

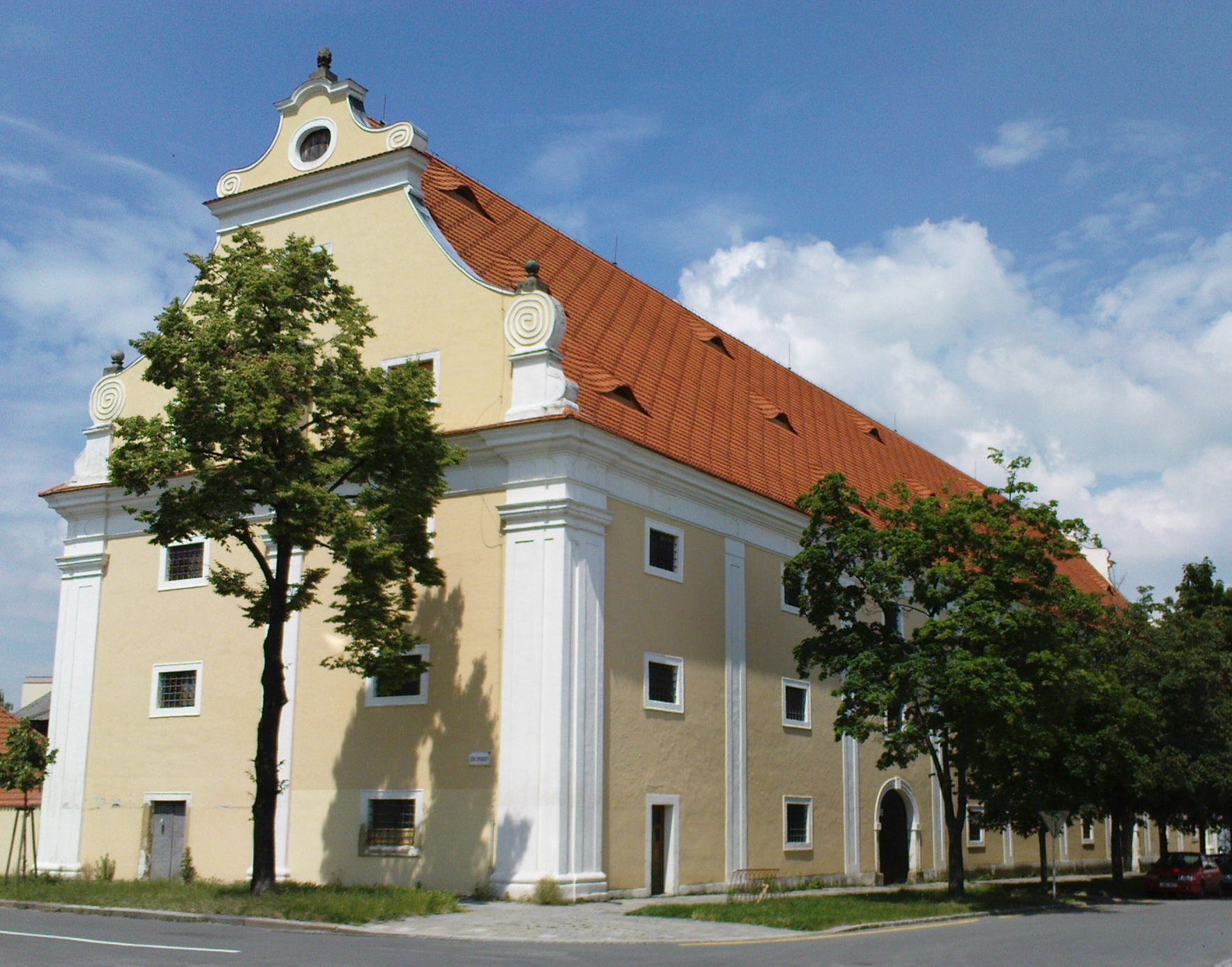
Budova barokní biskupské sýpky v Kroměříži postavená podle plánu G. P. Tencally (dokončena 1711) v někdejší předměstské osadě Novosady - dnes třída gen. Svobody

Sýpka nebo špýchar (z něm. Speicher, česky též špejchar, špejchárek) je stavba, která je určená k uskladňování zrní, tedy sklizeného a vymláceného obilí.

## Stavby

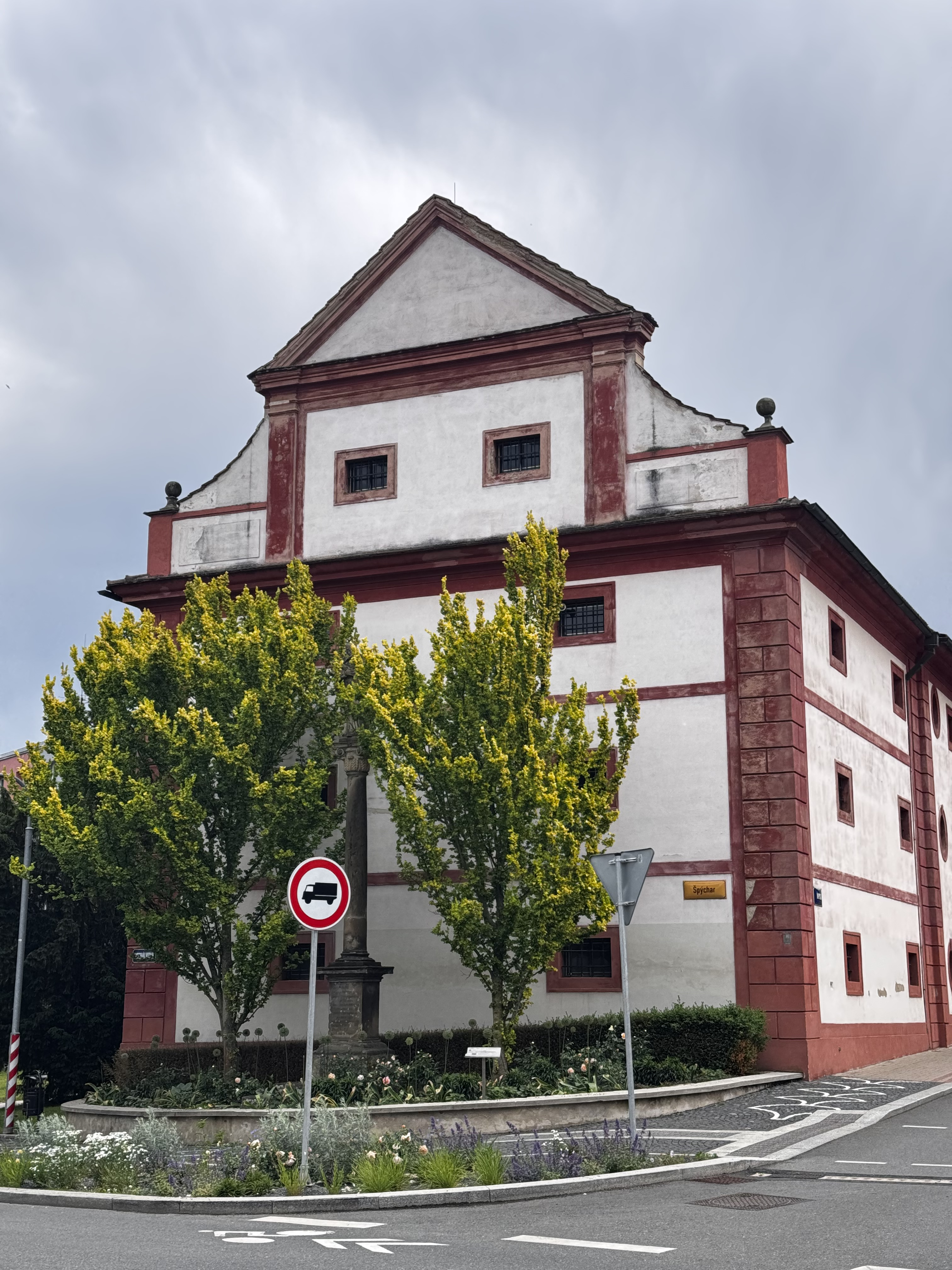
Barokní špýchar v Roudnici nad Labem

Špýchary byly budovány jako přízemní, zvýšené, jedno- či vícepatrové věže, které byly často opatřeny pavlačí, přístupnou po schodech zevnitř nebo z vnější strany. Do vyšších podlaží se ukládalo lehčí zrno, nížeji těžší obilí. Sloužily však i k úschově jiných produktů (např. uskladňování ovoce), nářadí, odložených předmětů, v létě i k přespávání.
Stávaly mimo obydlí tak, aby byly dobře viditelné z domu a zejména, aby byly bezpečné před ohněm. Později byly připojovány k zadní části obytného traktu či tvořily součást průčelí usedlosti. Stavební zvláštností je usazení špýcharu nad vjezdovou branou (Opavsko, Českomoravská vysočina). Budova, kde špýchar byl připojen přímo k síni, je označována jako špýcharový dům.
Zpočátku byly roubené, celá konstrukce byla opatřena 5–8 cm vrstvou mazaniny s izolační schopností. Takové špýchary se slaměnými či šindelovými střechami stávaly v jihozápadních Čechách, Slezsku, severním a východním Slovensku, západním Maďarsku. Obloukovité klenutí stropu bylo později nahrazeno rovnými stropy a pevně usazenou střechou. Dřevo nahradily hliněné nepálené či pálené cihly a kámen. V severozápadních Čechách se objevovaly špýchary hrázděné. Nejstarší objekty pocházejí ze 16. století (Soběnice u Litoměřic, Čížov u Jihlavy), zděné ze 16. století se dochovaly v Písečném nad Dyjí.
V sýpce bylo zrní uskladněno v přibližně 1 m vysoké vrstvě na podlahách. Sýpka byla jednou z nejdůležitějších staveb rozsáhlejších hospodářství. V dobách, kdy množství zemědělské produkce vyjadřovalo bohatství, byly budovány sýpky jako honosné stavby, které tvoří dodnes dominantu mnoha obcí.
Ve 21. století je obilí skladováno převážně v silech.

## Rozšíření
K obecnému rozšíření samostatně stojících sýpek došlo hlavně v 18. a 19. století v souvislosti s rozvojem obilnářského hospodaření (opatření Josefa II. z r. 1782 přikazující budovat obecní sýpky (tzv. kontribučenská sýpka). Příkladem může být josefinský špýchar v Týnu nad Vltavou a v Těchobuzi (počátek 19. st.), který měl fungovat jako první obilní záložna v Česku.

## Galerie

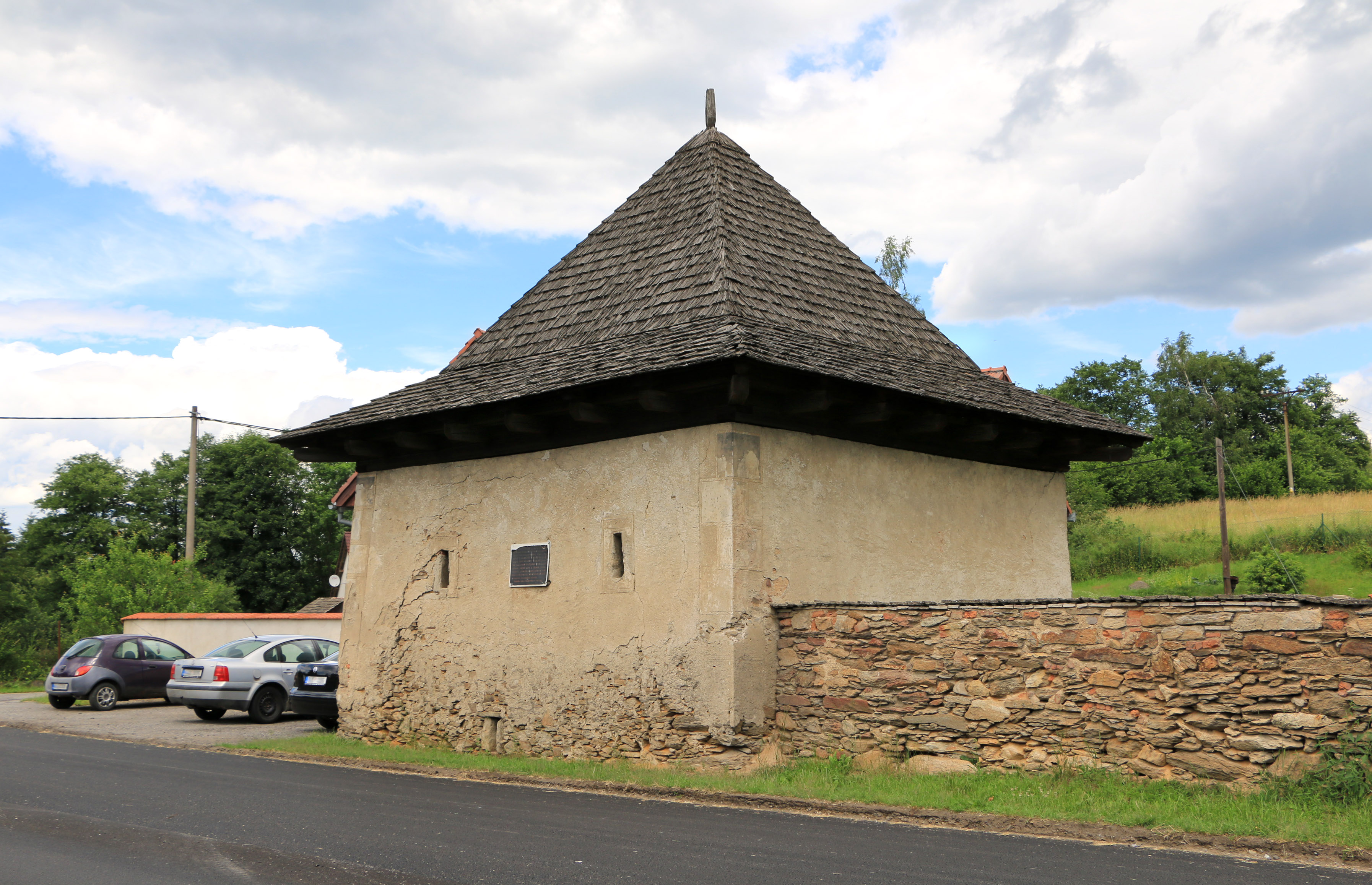
Prostředkovický špýchar
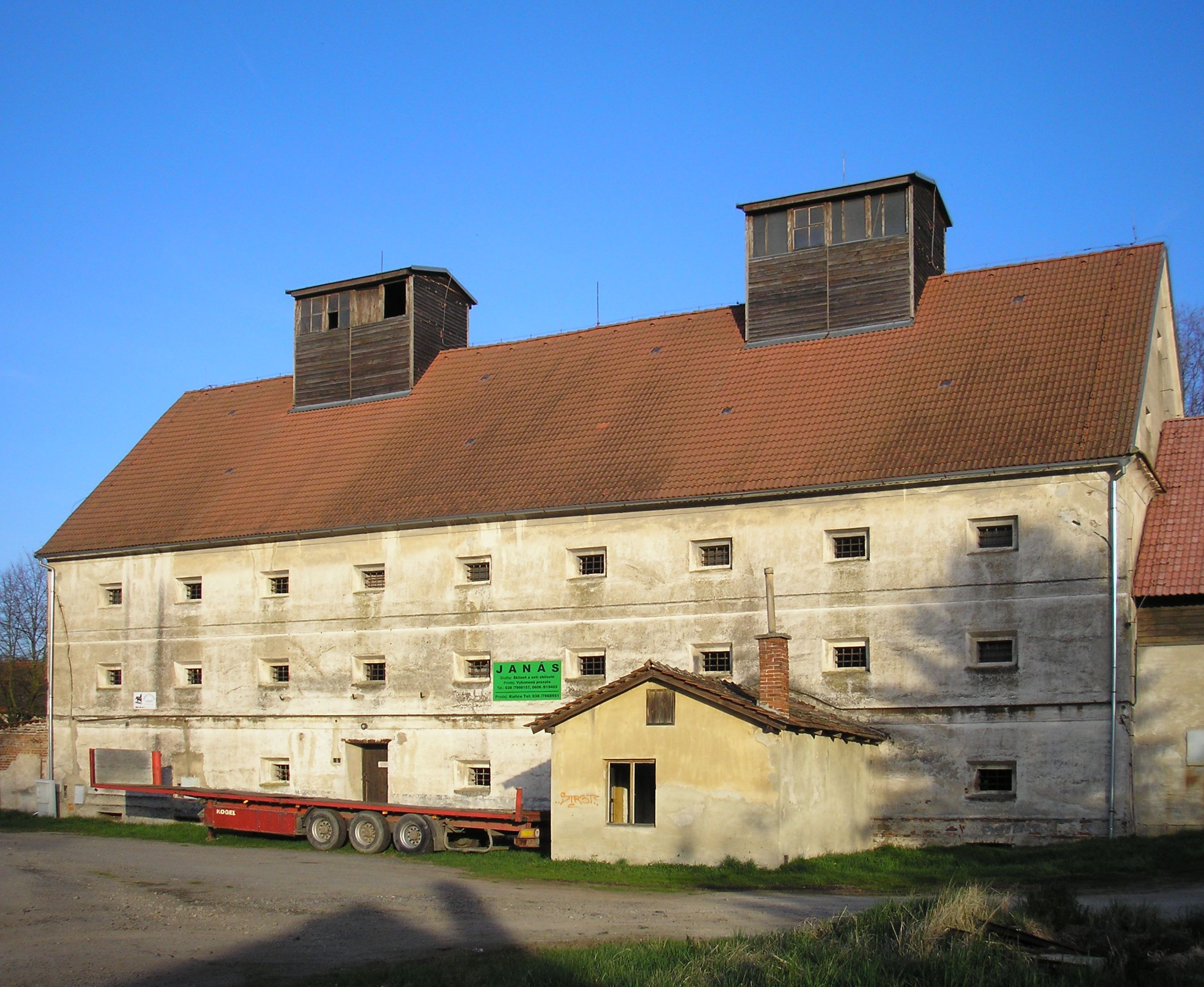
Špýchar v Plavnici
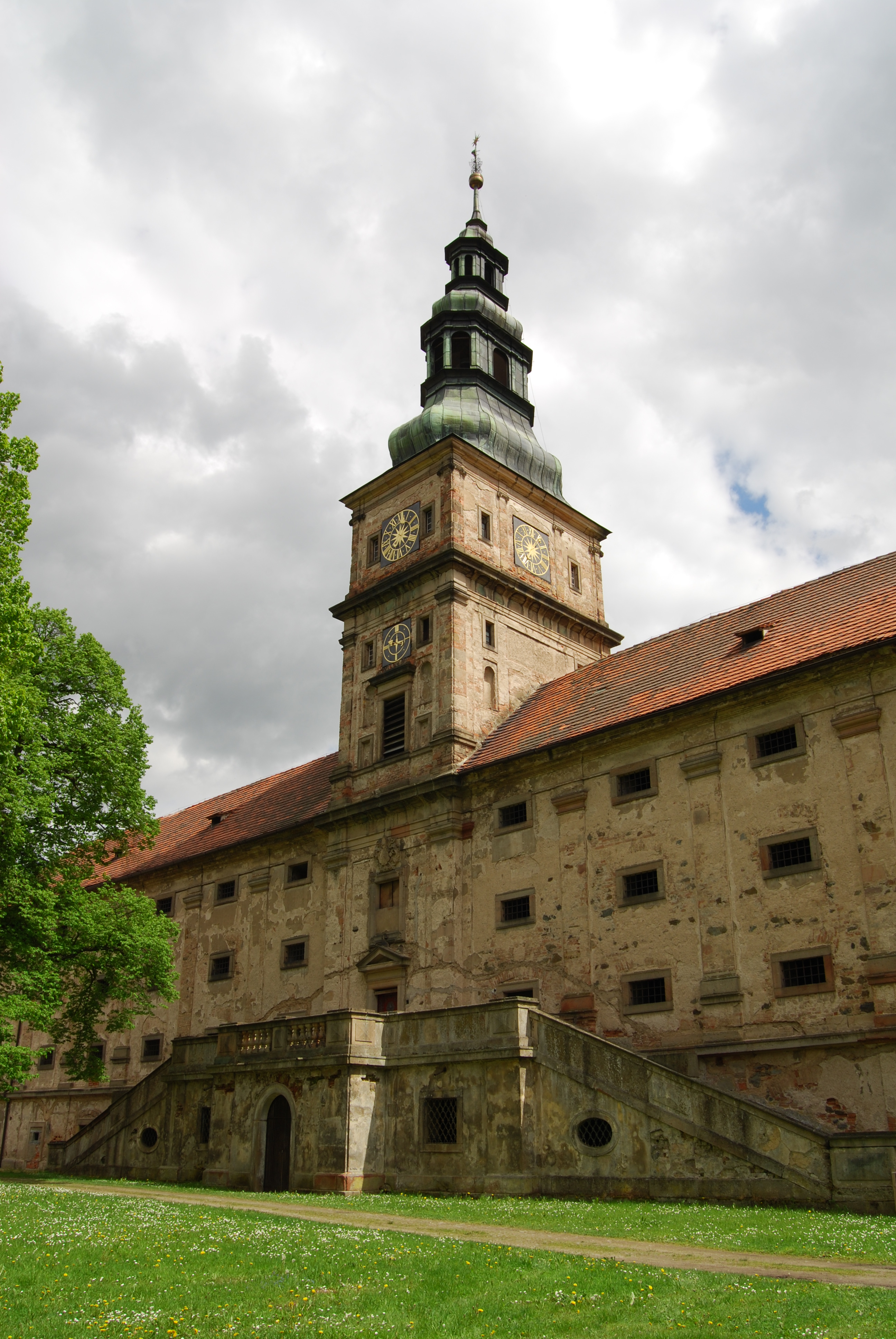
Barokní sýpka Plaského kláštera s věží a gotickou kaplí
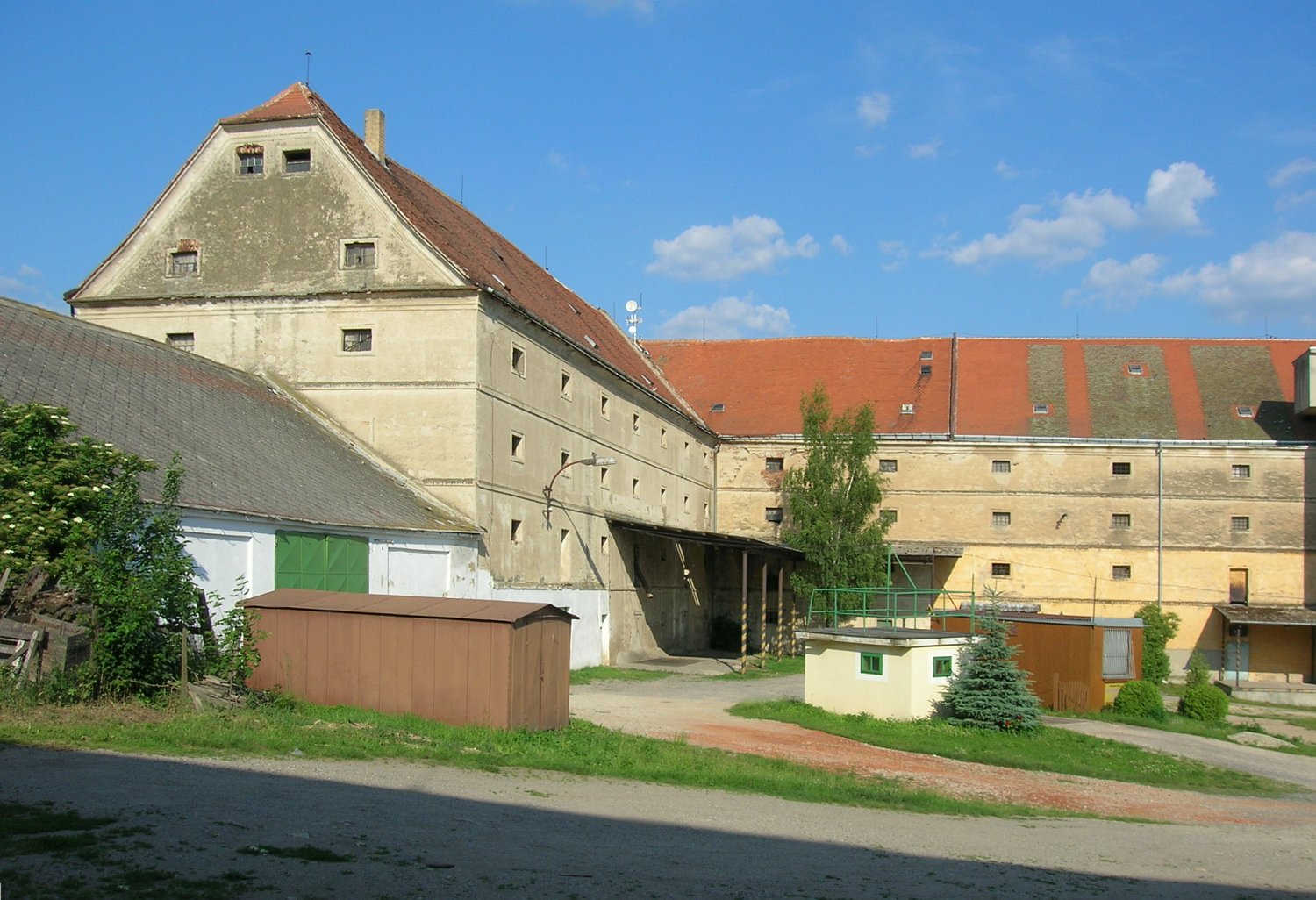
Panská sýpka v Jaroměřicích z roku 1648
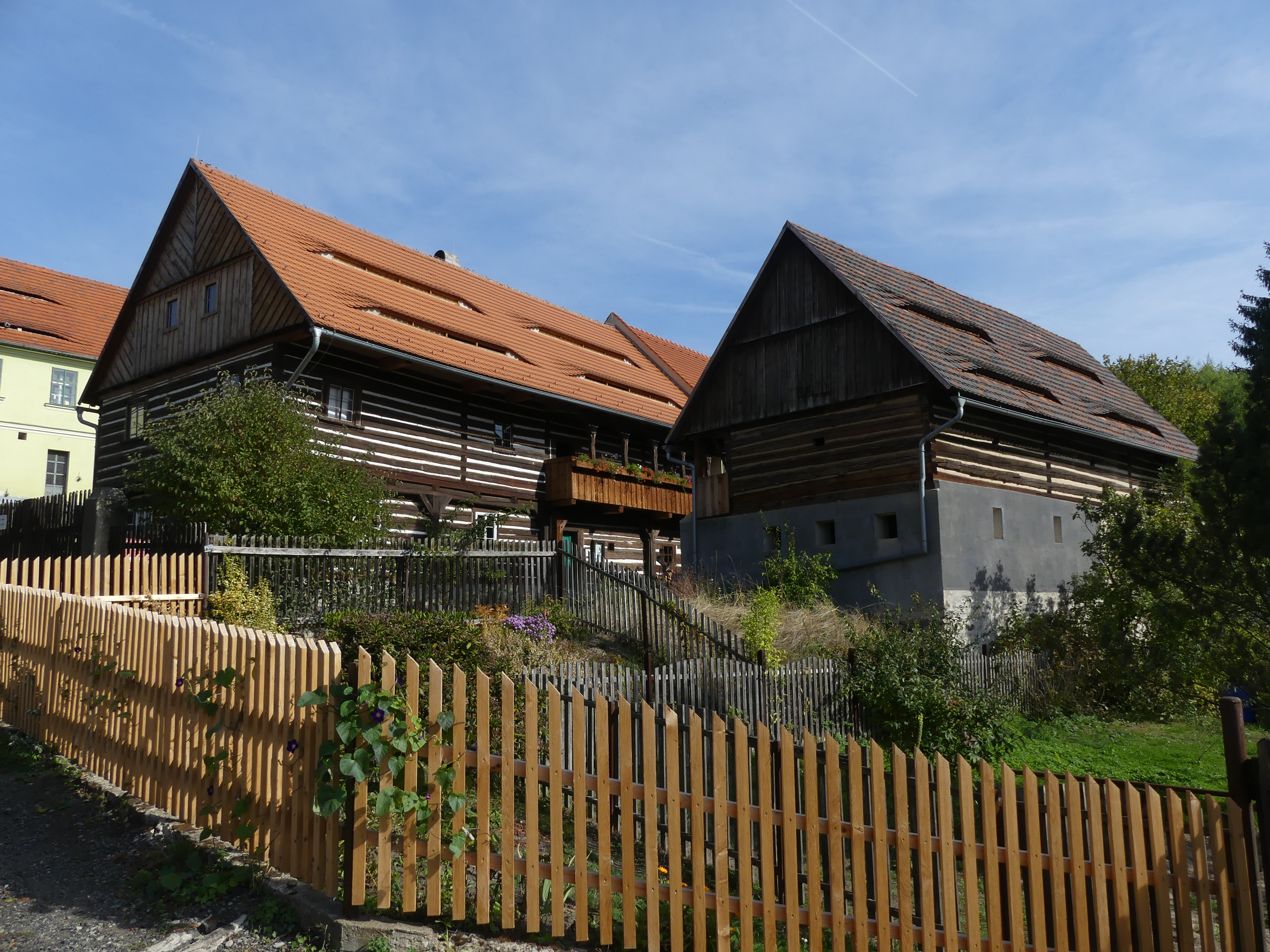
Poloroubený špýchar z Ostrého v zubrnickém skanzenu
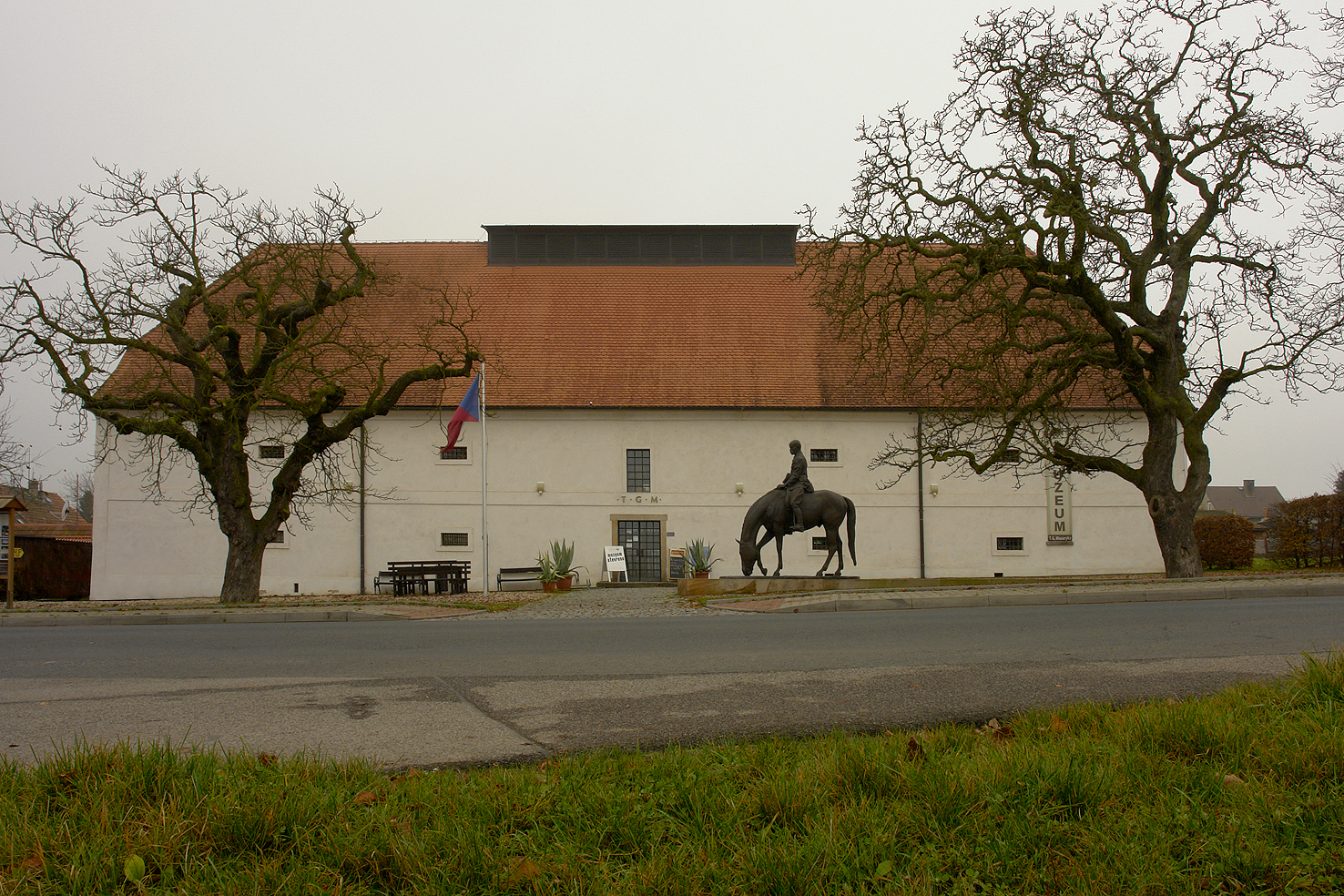
Špýchar v Lánech, nyní Muzeum T. G. M.
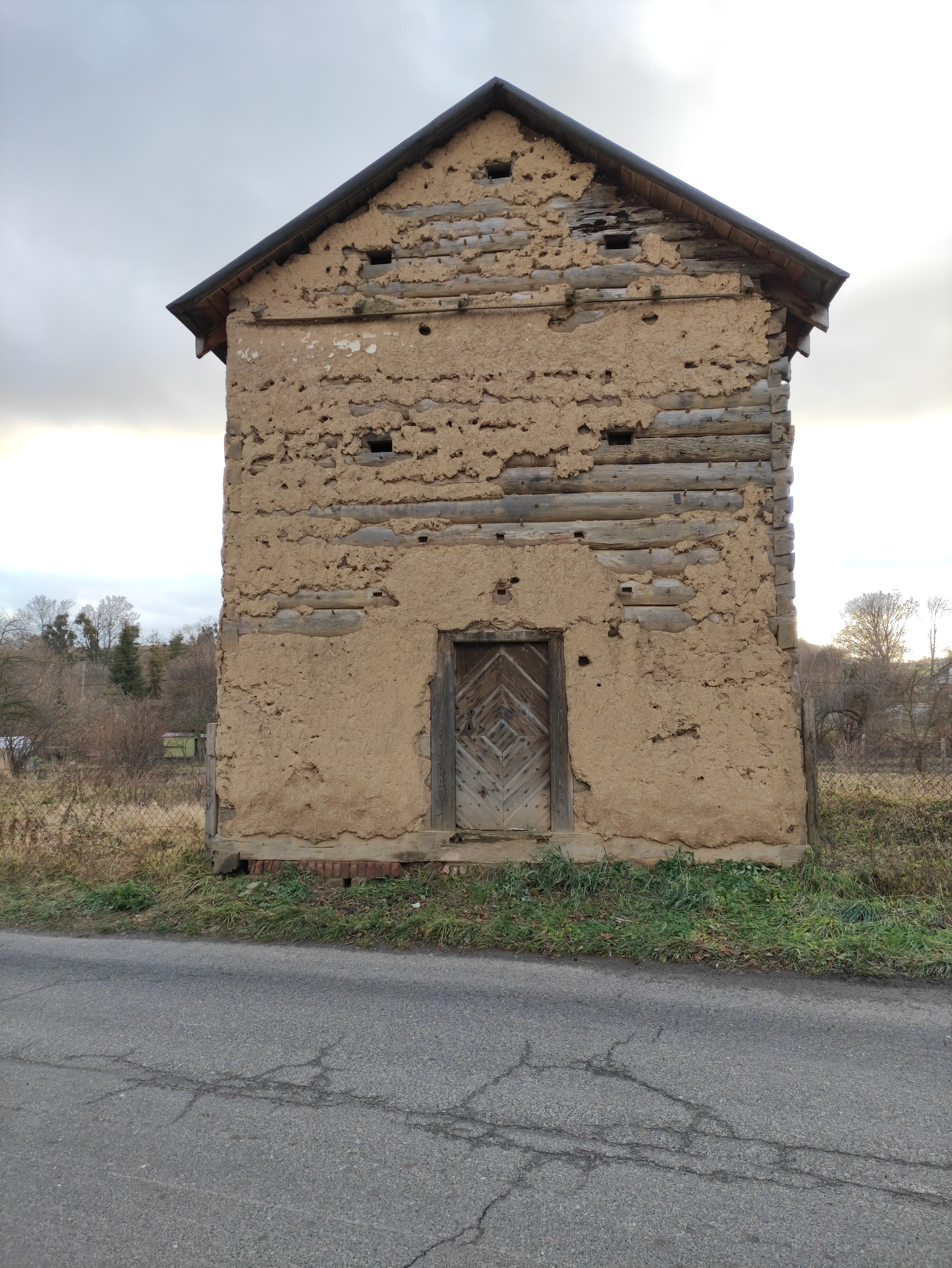
Špýchar Rozumice (okres Głubczyce, Opolské vojvodství, Polsko)

## Turistické expozice
- Muzeum v přírodě Zubrnice – špýchar z Ostrého v muzeu lidové kultury a architektury v obci Zubrnice, okres Ústí nad Labem
- Prostřední Lhota – pobočka Hornického muzea Příbram, čtyřpodlažní barokní špýchar z roku 1770, umístěna expozice Ze života venkovského obyvatelstva středního Povltaví
- Muzeum lidových staveb v Kouřimi – několik historických sýpek (roubený špýchar, poloroubený špýchar, chalupa s roubeným špýcharem)
- Polabské národopisné muzeum Přerov nad Labem (roubený dvouprostorový špýchar z konce 18. století, patrový chmelařský špýchar, roubený špýchar)